# 서부 전선 이상 없다 (1979년 영화)
《서부 전선 이상 없다》(영어: All Quiet On The Western Front)는 미국에서 제작된 델버트 맨 감독의 1979년 전쟁, 드라마 영화이다. 에리히 마리아 레마르크의 동명의 소설을 바탕으로 제작되었다. ITC 엔터테인먼트가 제작한 텔레비전 영화로서 1979년 11월 14일 개봉되었다. 리처드 토머스 등이 주연으로 출연하였고 노먼 로즈먼트 등이 제작에 참여하였다.

## 줄거리
1914년, 18세의 파울 뵈머는 고등학교 친구 베엠, 크로프, 뮐러, 켐머리히, 리어와 함께 독일군에 자원입대한다. 이들은 교사 칸토렉에게 독일 문화의 우월성과 조국 수호의 영광에 대해 세뇌되어 있었기 때문이다. 잔혹한 훈련교관 히멜스토스 하사의 가혹한 훈련소 생활을 견뎌낸 후, 젊은이들은 전선으로 향하는 병력 수송 열차에 탑승한다. 동시에, 반대편에서 부상병들이 들것에 실려 도착하는 열차를 목격하면서, 전쟁의 암울한 현실이 그들에게 서서히 다가온다.
전선에 도착한 그들은 티야덴, 베스트후스, 디터링 등과 함께 한 분대에 배치되며, 예비군 출신의 노련한 병사 스타니슬라우스 “캇” 카친스키의 지도 아래 실전 생존 기술—포격을 피하는 법, 음식 구하는 요령 등—을 배우기 시작한다.
잠시 프랑스 마을에서 휴식을 취하던 중, 파울과 동료들은 신병들이 점점 더 어려지는 것을 목격한다. 놀랍게도 그 신병들의 선두에 있는 이는 과거 자신들을 훈련시켰던 히멜스토스 하사이다. 이제 계급이 강등된 히멜스토스는 이들의 조롱과 반발을 받는다. 후에 참호에서 독일군이 공격을 개시할 때, 파울은 히멜스토스를 포함한 다른 분대가 포탄 구덩이에 몸을 숨긴 채 겁에 질려 있는 모습을 보게 된다. 그는 히멜스토스를 억지로 끌어내어 다시 공격에 나서게 만든다.
프랑스군과 독일군은 짧은 거리의 황폐한 전장에서 서로를 향해 끊임없이 돌격하며 막대한 희생을 치른다. 켐머리히는 부상을 입고 혼잡한 야전 병원에서 끝내 사망한다. 파울은 그의 죽음에 큰 충격을 받으며 참호로 돌아간다.
전투 중, 파울은 자신이 숨고 있던 구덩이에 떨어진 프랑스 병사를 칼로 찌르게 되고, 하룻밤을 그 병사와 함께 보내며 그의 상처를 치료하려 애쓰지만 결국 죽음을 막지 못한다. 그는 죄책감에 휩싸인 채 구덩이를 빠져나온다. 또 다른 신병은 독가스에 중독되어 처참하게 죽음을 맞이한다. 카츠가 고통을 덜어주려 했지만 구급병들이 먼저 도착하는 바람에 무의미해지고 만다.
한편, 파울, 크로프, 리어는 프랑스 시골 소녀들과 함께 짧은 낙원을 경험하지만, 대부분의 시간은 공포와 절망 속에 있다. 학창 시절 친구들은 하나둘씩 전사하고, 전쟁의 참상이 깊어질 무렵, 카이저 빌헬름 2세(데니스 그레이엄 분)가 부대를 방문해 훈장을 수여하며 전장의 영웅들을 격려한다. 히멜스토스도 그 중 하나로 훈장을 받는다.
프랑스 마을에서 포격을 당하면서 베엠은 사망하고, 크로프는 다리를 잃고, 파울은 중상을 입는다. 이후 그는 회복해 2주간의 휴가를 받는다. 고향으로 돌아간 파울은 여동생에게 어머니가 암으로 시한부라는 사실을 듣는다. 맥주 정원과 옛 스승 칸토렉을 방문하면서, 그는 고향의 어른들이 여전히 전쟁에 대한 무지와 환상을 갖고 있음을 실감한다. 켐머리히의 어머니를 방문한 자리에서는, 그녀가 아들의 고통을 묻자 파울은 그가 고통 없이 죽었다는 거짓말로 위로한다.
전선으로 복귀한 후, 카츠는 포탄 파편에 다리를 다치고, 파울은 수 킬로미터를 걸어 그를 들쳐 업고 야전 병원까지 데려간다. 그러나 병원에 도착한 뒤에야 파울은, 여정 중 등에 박힌 또 다른 파편으로 인해 카츠가 이미 숨졌음을 알게 된다.
이후 파울은 같은 반에서 유일한 생존자인 크로프에게 편지를 쓴다. 크로프는 이제 한쪽 다리를 잃고 병원에 있다. 편지를 마친 파울은 참호를 돌며 어린 병사들을 둘러보고, 마치 카츠의 역할을 이어받은 듯 그들을 챙긴다. 그 와중에 한 마리 새를 발견한 그는 그것을 스케치하기 시작한다. 새가 날아가자 그는 자리에서 일어나 날아간 방향을 바라보는데, 그 순간 저격병의 총탄에 맞아 즉사한다.
그의 시신 위로 독일군 총사령부의 전선 상황 통신이 자막처럼 겹쳐진다. 통신에는 “서부 전선 이상 없음(All Quiet on the Western Front)”이라는 문구와 함께, 날짜는 1918년 10월 11일로 표기되어 있다. 정확히 한 달 후, 11월 11일, 휴전 협정이 체결된다.

## 출연

### 주연
- 리처드 토머스
- 어니스트 보그나인
- 도널드 플레전스
- 이언 홈
- 퍼트리샤 닐

### 조연
- 데이비드 브래들리
- 폴 마크 엘리어트
- 다이 브래들리
- 도미닉 제프콧
- 유언 스튜어트

## 기타
- 미술: 존 스톨